# Dolina Koprowa

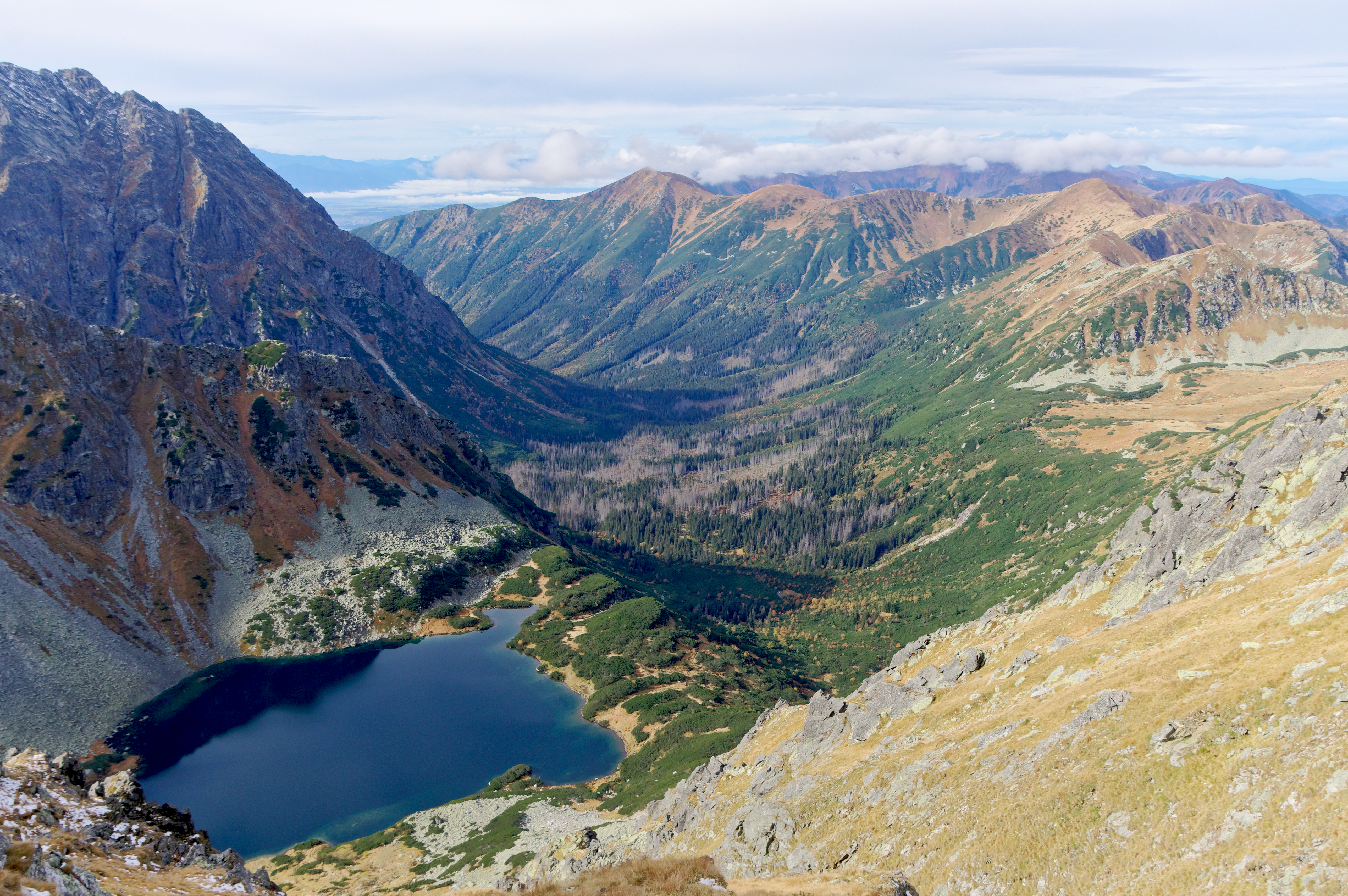
Dolina koprowa ze Szpiglasowego Wierchu

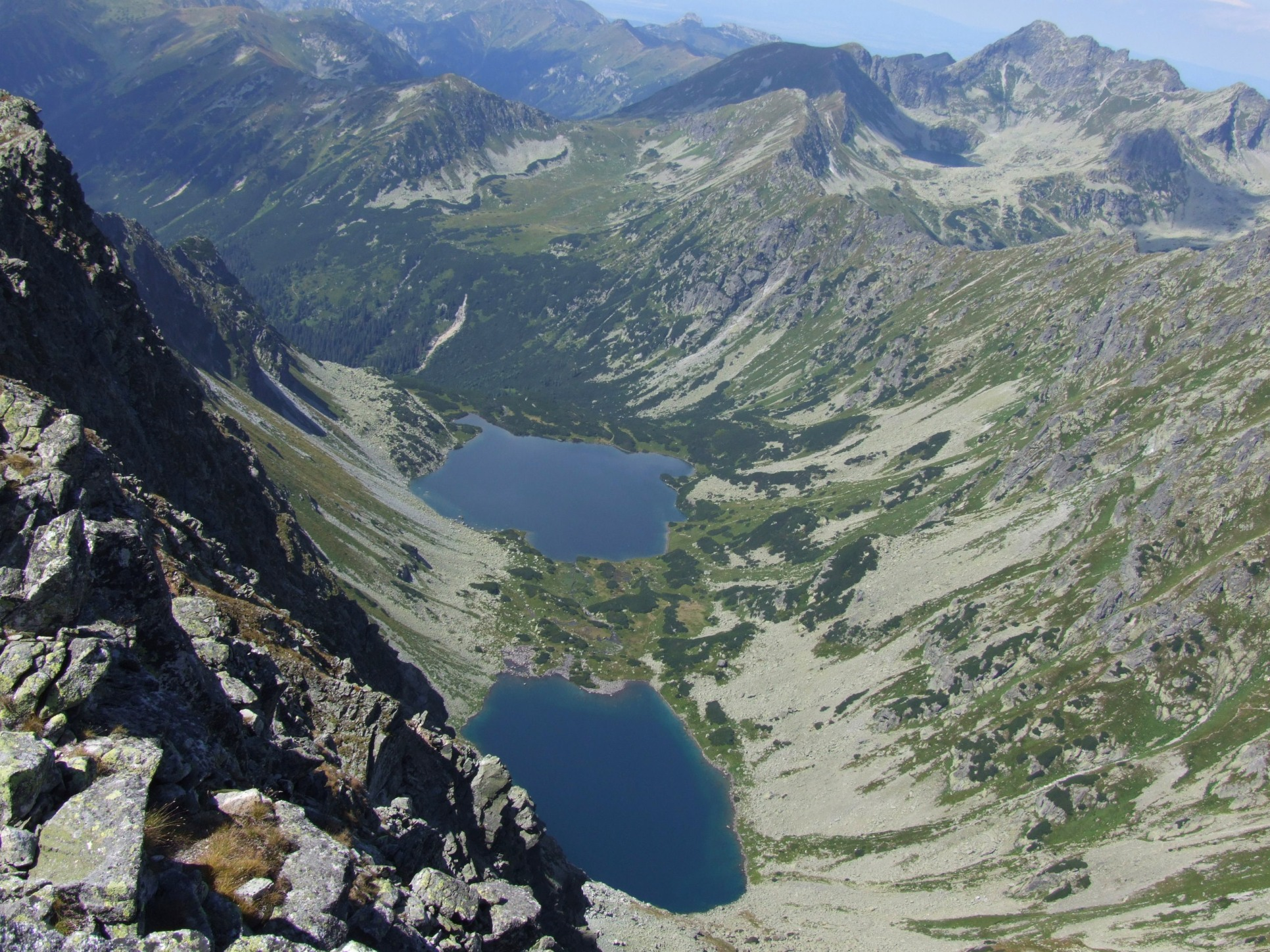
Dolina Ciemnosmreczyńska

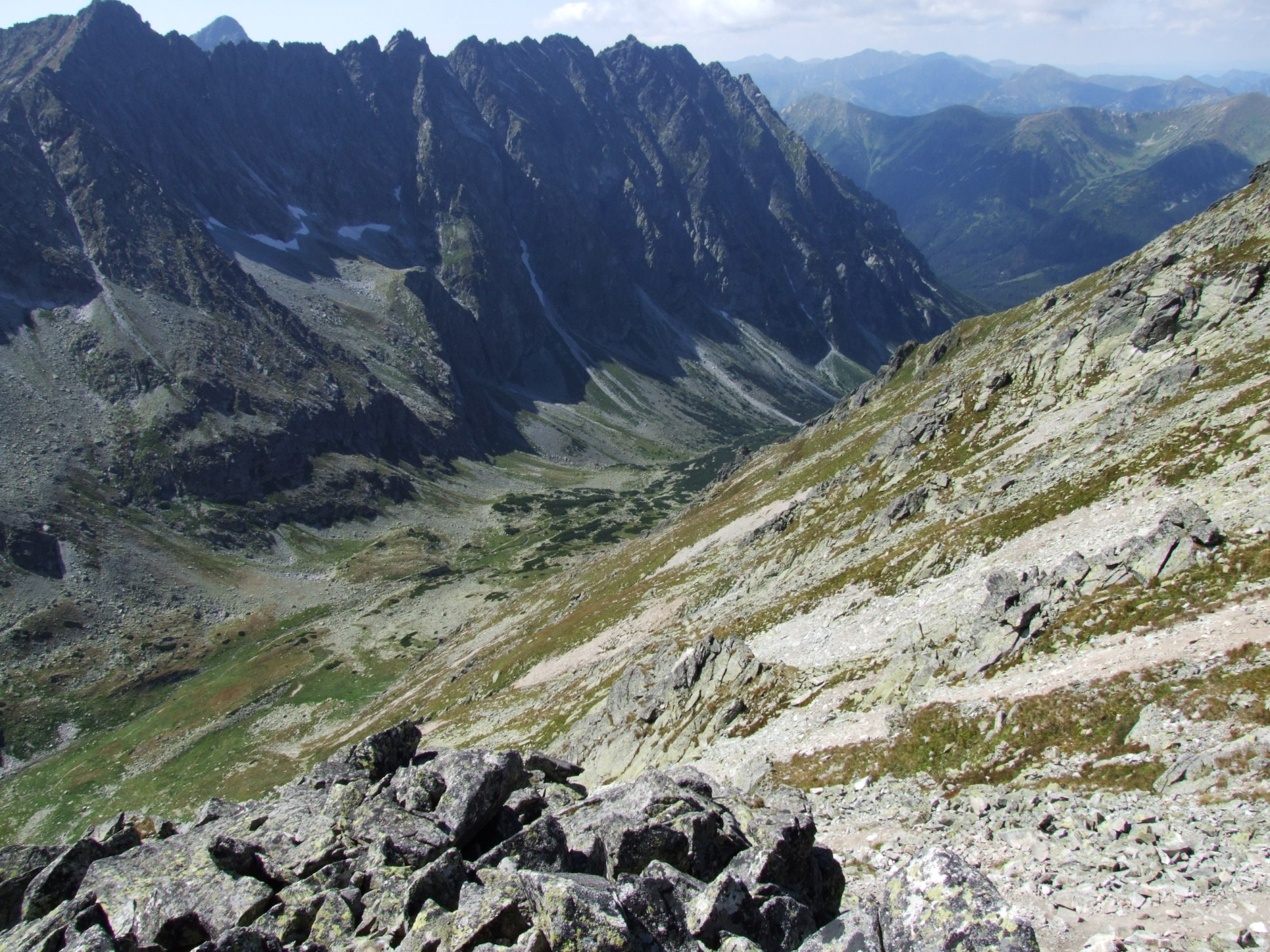
Dolina Hlińska

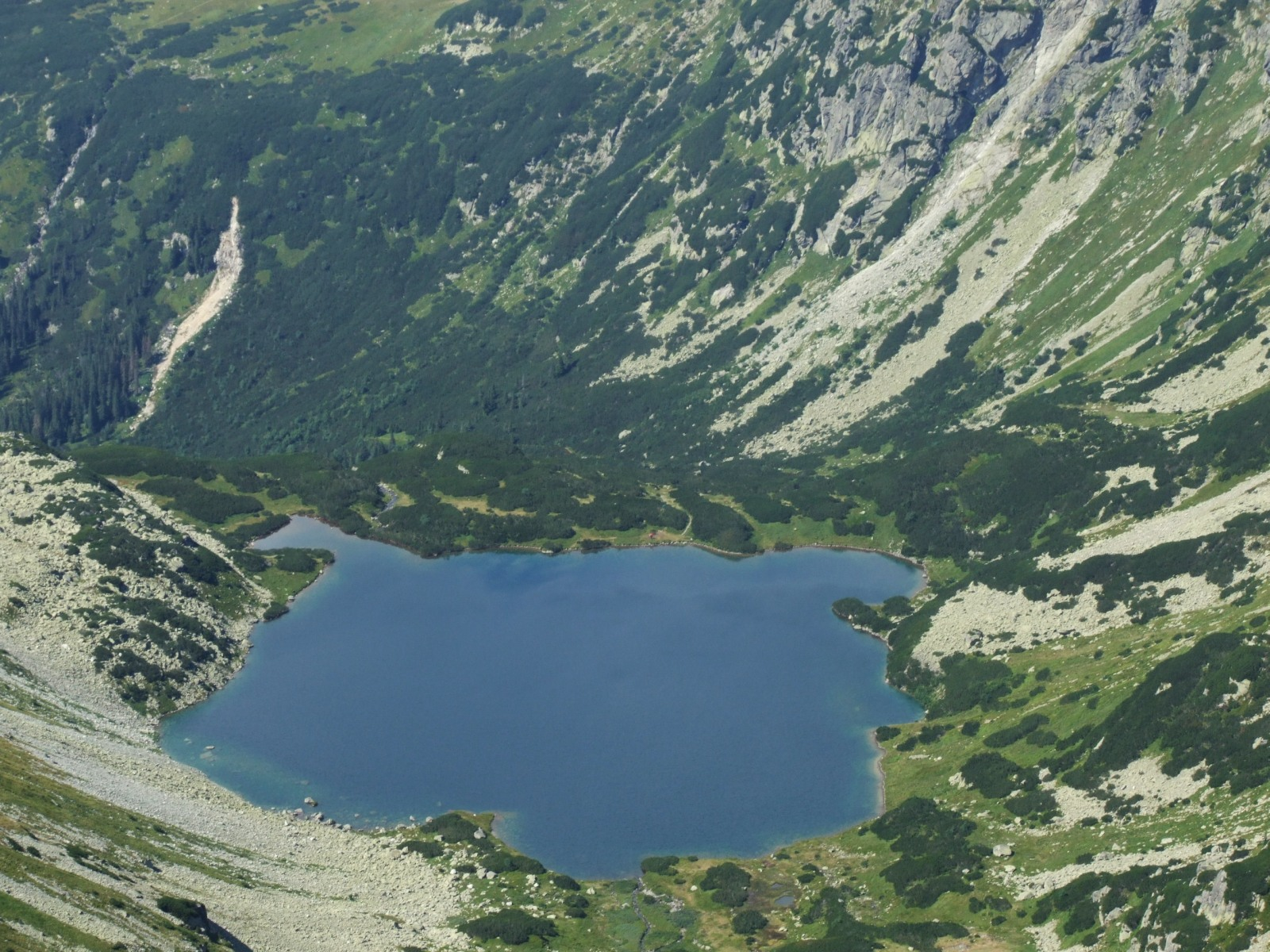
Niżni Ciemnosmreczyński Staw

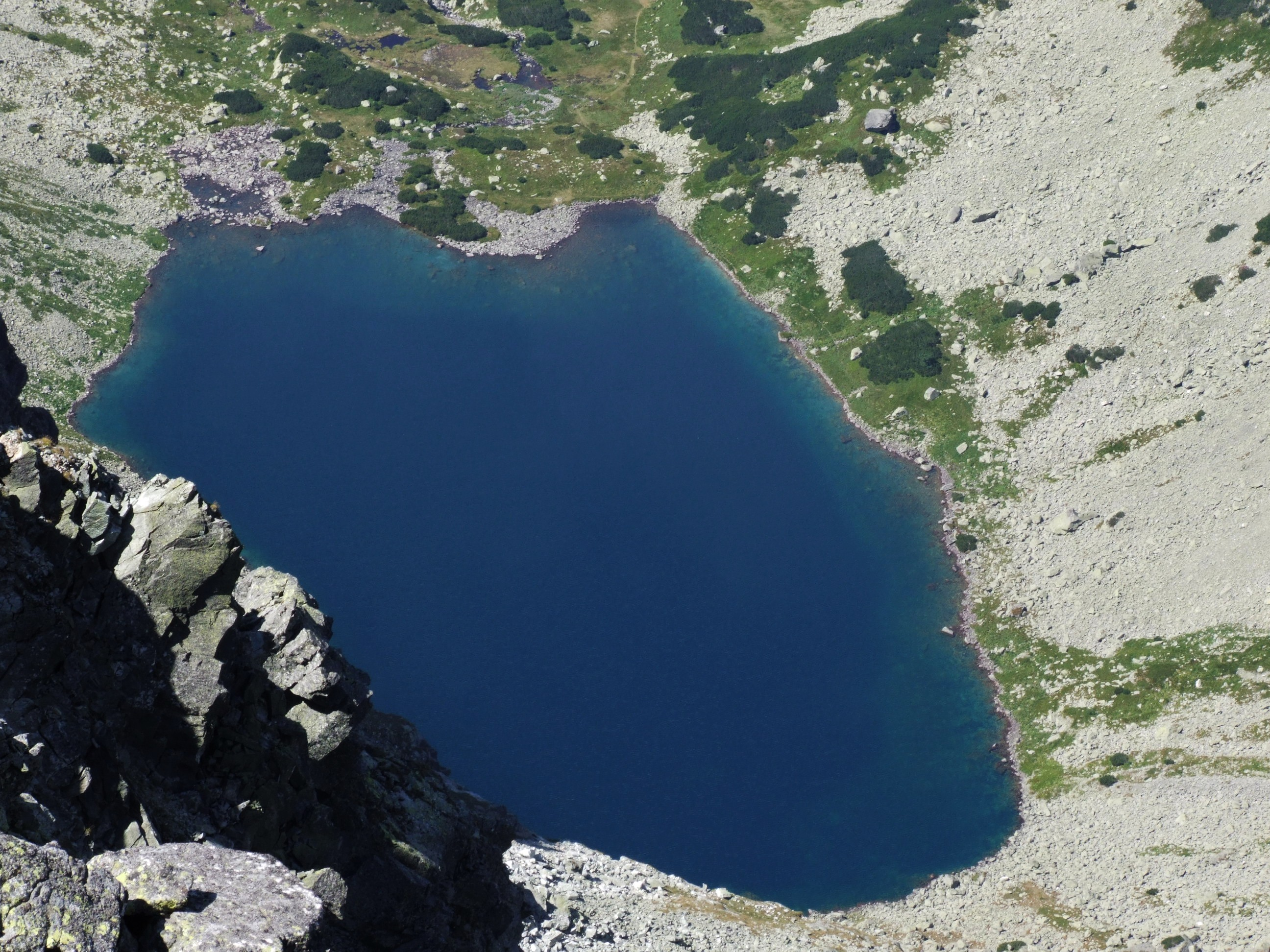
Wyżni Ciemnosmreczyński Staw

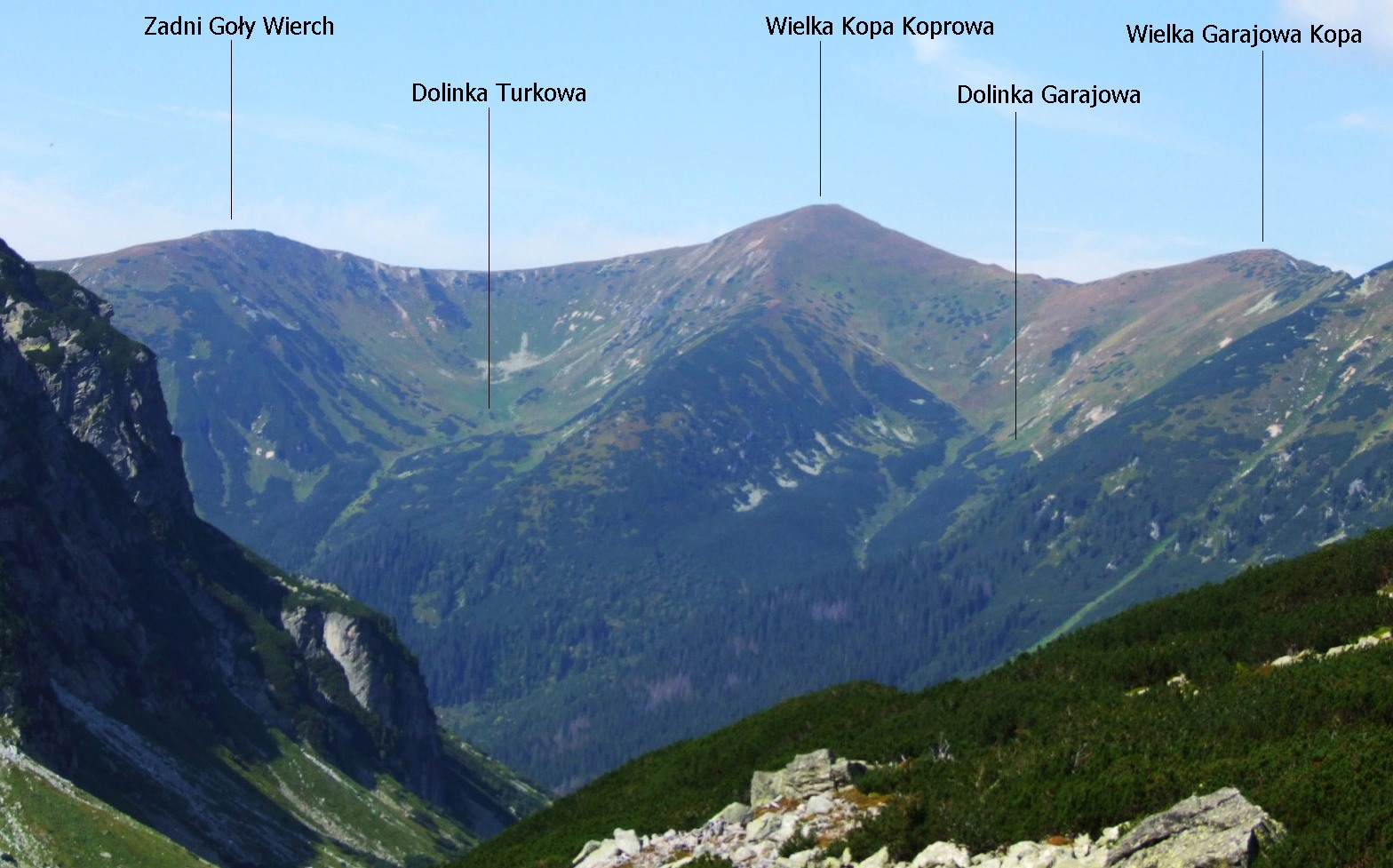
Dolina Hlińska i Liptowskie Kopy

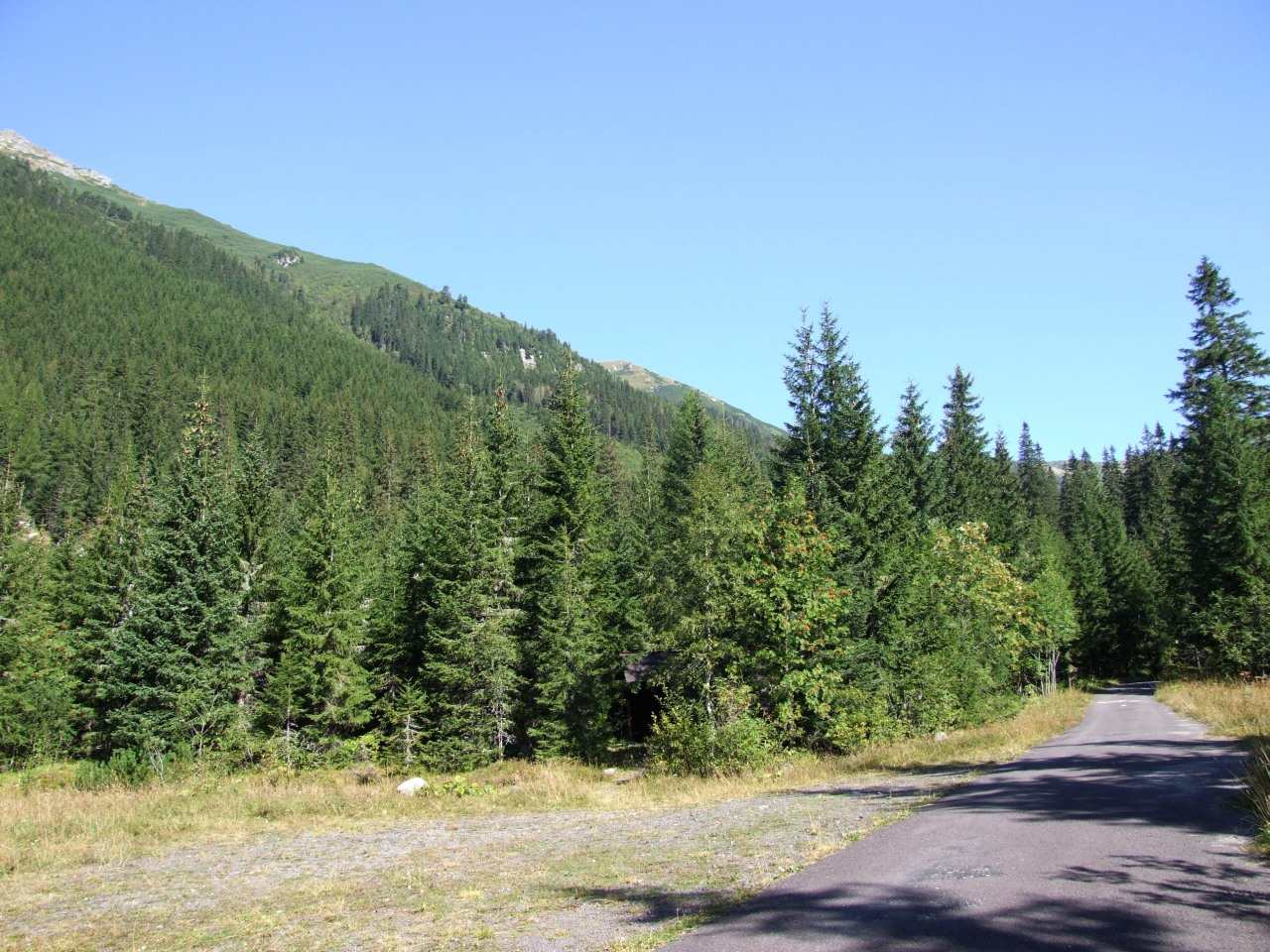
Dolna część doliny

Dolina Koprowa (niem. Koprovatal, słow. Kôprová dolina, węg. Koprova-völgy) – dolina w słowackich Tatrach. Przy długości ok. 11 km i powierzchni ok. 31,3 km² należy do większych dolin tatrzańskich. Polscy geografowie opierając się na kryteriach graniowo-hydrologicznych zaliczają ją razem z Liptowskimi Kopami do Tatr Wysokich, niektórzy słowaccy dając pierwszeństwo kryteriom krajobrazowym i geologicznym uważają, że jej dnem biegnie granica między nimi a Tatrami Zachodnimi.

## Topografia
Niekiedy jest traktowana jako odgałęzienie Doliny Cichej Liptowskiej, z którą łączy się jeszcze na terenie Tatr. Większość badaczy klasyfikuje ją jednak jako dolinę walną, gdyż połączenie dolin znajduje się już na równinie poza górami.
Od północy podchodzi pod główną grań Tatr na odcinku od Gładkiego Wierchu po Cubrynę. Ograniczenie wschodnie tworzy długa, południowo-zachodnia i wielokrotnie rozgałęziająca się grań Cubryny. Ważniejsze jej szczyty tworzące obramowanie Doliny Koprowej to: Koprowy Wierch (Kôprovský štít), Szczyrbski Szczyt (Štrbský štít), Hruby Wierch (Hrubý vrch) i Krywań (Kriváň). Od zachodu ograniczenie doliny tworzy południowy grzbiet Gładkiego Wierchu, Zawory i główna grań Liptowskich Kop ze szczytami: Cichy Wierch (Tichý vrch), Wielka Kopa Koprowa (Veľká kopa) oraz Krzyżne Liptowskie (Krížne).
Górnym przedłużeniem Doliny Koprowej jest skręcająca na wschód Dolina Ciemnosmreczyńska (Temnosmrečinská dolina) i jej górne piętro – Dolina Piarżysta (Piargová dolina). Odgałęzieniami Doliny Koprowej jest kilka dolinek i żlebów:
- lewostronne: Niewcyrka, Krywańskie Banie (Krivánske bane), Szkaradny Żleb (Škaredý žľab), Koryto Krywańskie (Krivánska kotlina), Niewcyrka (Nefcerská dolina), Dolina Hlińska (Hlinská dolina)
- prawostronne: Dolinka Kobyla (Kobylia dolina), Dolinka Garajowa (Garajova dolina) i Dolinka Turkowa (Turkova dolina)[3].

## Geomorfologia
Wylot doliny skierowany na południe z lekkim odchyleniem na zachód znajduje się w pobliżu wylotu Doliny Cichej. Dolina Koprowa w dolnej części przebiega w kierunku północnym, wyżej skręca na północny wschód, a w części górnej ostro załamuje się na wschód. Dobrze zachowały się w niej ślady zlodowaceń: głęboki żłób lodowcowy, kilka cyrków lodowcowych w górnych partiach doliny, progi skalne z wodospadami i wały moren bocznych. Według opisów jednego z turystów z końca XIX w. Dolina Koprowa „łączy w sobie dzikość Tatr Wysokich z łagodnością i melancholią Tatr Zachodnich”.

## Wody
Przez Dolinę Koprową przepływa potok Koprowa Woda (Kôprovský potok), który po połączeniu z wypływającym z Doliny Cichej potokiem Cicha Woda Liptowska (Tichý potok) tworzy rzekę Biała Liptowska (Belá). Koprową Wodę zasilają liczne mniejsze potoki wypływające z dolinek bocznych, największe dopływy to Ciemnosmreczyński Potok (Temnosmrečinský potok), Hliński Potok (Hlinský potok) i Niewcyrski Potok (Nefcerský potok). U wylotu bocznej doliny Niewcyrki znajdują się dwa wodospady zwane Niewcyrskimi Siklawami: Niżnia Niewcyrska Siklawa (Nižný nefcerský vodopád) oraz Pośrednia Niewcyrska Siklawa (Kmeťov vodopád) o wysokości 80,0 m. Na Ciemnosmreczyńskim Potoku, przy szlaku turystycznym jest jeszcze jeden wodospad – Ciemnosmreczyńska Siklawa (Vajanského vodopád).
W dolinie znajduje się kilka stawów, wśród których największe to: Niżni Ciemnosmreczyński Staw (Nižné Temnosmrečinské pleso), położony na wysokości ok. 1674 m, trzeci pod względem wielkości staw tatrzański na Słowacji, Wyżni Ciemnosmreczyński Staw (Vyšné Temnosmrečinské pleso), 1716 m, Niżni Teriański Staw (Nižné Terianske pleso), ok. 1940 m, Wyżni Teriański Staw i Kobyli Stawek.

## Historia
Nazwa doliny prawdopodobnie pochodzi od marchwicy (w języku słowackim kôprovníček bezobalný). Niektórzy uważali, że pochodzi od rud miedzi (niem. Kupfer, w gwarze spiskich Niemców Kopper), jednak jest to trop błędny – rudy miedzi nigdy tu nie występowały.
Pierwszymi znanymi osobami w Dolinie Koprowej byli Georg Pongrátz ok. 1750 r. oraz Jakob Buchholtz 26 sierpnia 1751 r. Zimą jako pierwsi dolinę odwiedzili E. Baur i Alfred Martin 18 marca 1906 r.
Dolina była od dawna wypasana, jeszcze do 1954 r. wypasano na Garajowej Polanie. Lasy były silnie eksploatowane. Jak wspominała Maria Steczkowska, w 1858 r. były one bardzo przerzedzone, a w wielu miejscach całkiem wycięte. Skutkiem tego były ogromne lawiny schodzące z Liptowskich Kop. Lasy niszczył też ogień: w 1943 r. w ogromnym, kilkudniowym pożarze spłonęło 240 ha lasu na prawych zboczach doliny. Jednak w trudno dostępnych miejscach, jak np. w dolinie Niewcyrce, w Ciemnych Smreczynach czy na Krywaniu, przetrwały duże partie pierwotnych lasów i niezmienionego przez człowieka krajobrazu. Górale z Zakopanego od dawna w Dolinie Koprowej polowali na kozice i niedźwiedzie, a dolina była często opisywana w polskiej literaturze. Tutaj toczyły się akcje powieści Kazimierza Przerwy-Tetmajera, Tadeusza Malickiego, Jadwigi Roguskiej-Cybulskiej i Adama Bahdaja. W latach 1944–1945 w zakątkach Doliny Koprowej chroniły się duże oddziały partyzantki słowackiej i radzieckiej.
W XIX w. i przed II wojną światową Dolina Koprowa była popularna wśród polskich turystów. Przybywali oni tutaj szlakiem turystycznym z przełęczy Liliowe przez Zawory. Istniały trzy schroniska. Pierwsze, o nazwie Watra, wybudowało Towarzystwo Tatrzańskie w 1895 r. w Ciemnych Smreczynach. Był to bardzo mały, drewniany domek, spłonął w 1924 r. Drugie, tzw. Schronisko Mühlmanna służyło turystom od 1924 do 1939 roku. Było jeszcze Schronisko Rudolfa przy ujściu Niewcyrskiego Potoku. Po II wojnie światowej szlak przez Liliowe został zamknięty. Obecnie niemal cała Dolina Koprowa jest obszarem ochrony ścisłej TANAP-u, nie ma też w niej schronisk turystycznych.

## Turystyka
Poprowadzono przez dolinę kilka znakowanych szlaków turystycznych. Ruch turystyczny jest niewielki. Z miejscowości Podbańska (Podbanské) prowadzi droga, początkowo asfaltowa, potem szutrowa. W zimie na drodze tej duże zagrożenie lawinowe.
  Trzy Źródła – Rozdroże pod Gronikiem – Dolina Koprowa – Rozdroże w Hlińskiej – Dolina Hlińska – Wyżnia Koprowa Przełęcz
- Czas przejścia z Trzech Źródeł do Rozdroża w Hlińskiej: 3:15 h w obie strony
- Czas przejścia Rozdroża w Hlińskiej na przełęcz: 2:15 h, ↓ 2 h

  Podbańska – Rozdroże pod Gronikiem. Czas przejścia: 1 h w obie strony
  Rozdroże w Hlińskiej – Zawory. Czas przejścia: 1:35 h, ↓ 1:15 h
  Rozdroże w Ciemnych Smreczynach – Niżni Ciemnosmreczyński Staw. Czas przejścia: 1 h, ↓ 45 min
 Podbańska – Rozdroże pod Gronikiem – rozdroże do Niewcyrskich Siklaw.